# Жежелівська сільська рада
| Жежелівська сільська рада — колишній орган місцевого самоврядування у Козятинському районі Вінницької області з адміністративним центром у с. Жежелів. Сільській раді були підпорядковані населені пункти: - с. Жежелів |

## Склад ради
Рада складалася з 16 депутатів та голови.

## Керівний склад сільської ради
| ПІБ                              | Основні відомості                                                    | Дата обрання | Дата звільнення |
| -------------------------------- | -------------------------------------------------------------------- | ------------ | --------------- |
| Лебединський Броніслав Романович | Сільський голова, 1946 року народження, освіта, член народної партії | 26.03.2006   | 29.04.2009      |
| Слюсаренко Євгенія Леонідівна    | Сільський голова, 1955 року народження, освіта середня спеціальна    | 31.10.2010   |                 |

Примітка: таблиця складена за даними джерела